# Noble
Noble je debutové album skupiny Versailles -Philharmonic Quintet-. V Japonsku bylo poprvé vydáno 9. července 2008 digitálně a 16. července 2008 na CD.
Album bylo vydáno ve 4 edicích. Limitovaná japonská edice obsahuje 12 skladeb a DVD s videoklipy. Evropská edice, vydaná 16. července 2008, obsahuje bonusovou skladbu „The Revenant Choir“ a DVD s videoklipem k písni „Aristocrat’s Symphony“. Americká edice, vydaná 21. října 2008, obsahuje bonusovou skladbu „Prince“ a DVD se stejnými videoklipy jako japonská edice. Japonská re-edice rovněž obsahuje bonusovou skladbu píseň Prince, ale již neobsahuje bonusové DVD.

## Seznam skladeb
| Disk 1 (CD)    | Disk 1 (CD)                                                | Disk 1 (CD)    | Disk 1 (CD)    | Disk 1 (CD) |
| Pořadí         | Název                                                      | Hudba          | Text           | Délka       |
| -------------- | ---------------------------------------------------------- | -------------- | -------------- | ----------- |
| 1.             | Prelude                                                    | Kamijo         | Kamijo         | 1:33        |
| 2.             | Aristocrat’s Symphony                                      | Kamijo         | Kamijo         | 6:15        |
| 3.             | Antique in the Future                                      | Kamijo         | Kamijo         | 5:46        |
| 4.             | Second Fear -Another Descendant-                           | Teru           | Kamijo         | 3:08        |
| 5.             | Zombie                                                     | Teru           | Kamijo         | 3:52        |
| 6.             | After Cloudia                                              | Hizaki         | Kamijo         | 4:53        |
| 7.             | Windress                                                   | Hizaki         | Kamijo         | 4:28        |
| 8.             | The Revenant Choir (Verze pro album)                       | Versailles     | Kamijo         | 7:01        |
| 9.             | To the Chaos Inside                                        | Teru           | Kamijo         | 3:14        |
| 10.            | Suzerain                                                   | Hizaki         | Kamijo         | 4:20        |
| 11.            | History of the Other Side                                  | Hizaki         | Kamijo         | 9:38        |
| 12.            | Episode                                                    | Kamijo         | Kamijo         | 3:10        |
| 13.            | The Revenant Choir (Verze pro singl; pouze evropská edice) | Versailles     | Kamijo         | 8:43        |
| 14.            | Prince (Pouze americká edice a japonská re-edice)          | Hizaki         | Kamijo         | 4:50        |
| Celková délka: | Celková délka:                                             | Celková délka: | Celková délka: | 70:51       |

| Disk 2 (DVD, japonská a americká edice) | Disk 2 (DVD, japonská a americká edice) | Disk 2 (DVD, japonská a americká edice) |
| Pořadí                                  | Název                                   | Délka                                   |
| --------------------------------------- | --------------------------------------- | --------------------------------------- |
| 1.                                      | Prelude (Videoklip)                     |                                         |
| 2.                                      | Aristocrat's Symphony (Videoklip)       |                                         |
| 3.                                      | Episode (Videoklip)                     |                                         |

| Disk 2 (DVD, evropská edice) | Disk 2 (DVD, evropská edice)      | Disk 2 (DVD, evropská edice) |
| Pořadí                       | Název                             | Délka                        |
| ---------------------------- | --------------------------------- | ---------------------------- |
| 1.                           | Aristocrat’s Symphony (Videoklip) |                              |